# Gospodarstvo Rumunjske
Gospodarska slika Rumunjske vrlo je crna. BDP je 2002. iznosio 12.900 $ po stanovniku što je tada bio osmi najmanji u Europi. BDP po sektorima iznosio je 15% za prvi, 35% za drugi i 50% za treći. Manji postotni udio u trećem sektoru imali su samo Albanija, Bjelorusija, Srbija i Crna Gora te Ukrajina, dok su Moldavija i Irska imale otprilike jednak postotni udio. Ovo upućuje na činjenicu kako je rumunjsko gospodarstvo među najnerazvijenijma u Europi. Među pokrajinama razlike su još očitije. Turistički devizni priljev 2000. iznosio je mizernih 364 milijuna dolara. 2001. uvoz je bio veći od izvoza i iznosio je 15 552 000 000 $, dok je izvoz iznosio 11 385 000 000 $. Iz ovih je podataka vidljiv deficit od preko 4 milijarde i 100 milijuna dolara! 1991. BDP iznosio je 1 140 $ po stanovniku pa je ipak vidljiv neki napredak kroz vrijeme tranzicije, no hiperinflacija i nezaposlenost ipak su jači faktori od rasta BDP tim više što je dolar izgubio na vrijednosti. Tranzicijski procesi još se snažno odvijaju i osjećaju na stanovništvu tako da crna tržišta (čak i ona s osnovnim namirnicama) cvjetaju.
Glavni izvori prihoda su: nafta, zemni plin, drvo, ugljen, sol,željezna ruda, žitarice. Iako je Rumunjska bogata prirodnim bogatstvima goriva i industrijski poluproizvodi još se uvijek uvoze.
Ipak, i ovakva rumunjska privreda ima svijetlih strana. Rumunjska je 11. proizvođač kukuruza na svijetu;  12. (odnosno 13.) vina, 11. lanenog vlakna, 7 .lanene tkanine, 7. dušičnih gnojiva te 10. smeđeg ugljena i lignita. Rumunjska je po broju konja na 11. mjestu.
Velik značaj za Rumunjsko gospodarstvo ima automobilska industrija i eksploatacija nafte, plina i drvne građe.
Rumunjski novac je leu (lej) čiji se manji dijelovi zovu bani. 1 leu = 100 bani. Kratica za rumunjski lej je RON.

### Razvoj rumunjskog gospodarstva
Osnova rumunjskog gospodarstva dugo je vremena bila poljoprivreda. Ona je bila glavna gospodarska grana kroz povijest kao i u cijelom 19. st. i prvoj polovici 20 st. To je i bilo normalno za očekivati od jedne siromašne, zaostale i vrlo slabo urbanizirane zemlje. Najgore je stanje bilo za vrijeme gospodarske krize dvadesetih i tridesetih godina 20. st. Nakon Drugog svjetskog rata počinje razvoj industrije kao i procvat rudarstva. Međutim, ovakav razvojni tempo ostavio je razorne posljedice za okoliš. Iako je gospodarski rast bio očit on se nije mogao mjeriti s onim u zapadnim zemalja, kao čak niti u nekim zemljama istočnog bloka. Glavni cilj rumunjskog gospodarstva bio je zaposliti što više ljudi što je uglavnom dovodilo do pomanjkanja sredstava za unaprijeđenje industrije. Takva industrija zagađivala je i nagrđivala okoliš, zastarijevala je i uzrokovala sve veće «šepanje» gospodarstva za ostatkom Europe. No, ipak je i kao takva dovela do industrijalizacije i elektrifikacije zemlje. Treći period pripada gospodarskoj tranziciji. Ovaj težak proces za koji praktički u niti jednoj zemlji nije pronađen pravi model pogodio je i Rumunjsku. Najteže je bila pogođena industrija pa danas u brojnim Rumunjskim gradovima «zjape» prazne hrđave industrijske hale brojnih propalih industrijskih tvrtki. Hiperinflacija i porast nezaposlenosti nuspojave su tranzicije, a nuspojava ovih procesa je porast crnog tržišta u kojem se trguje svime (od osnovnih namirnica, preko droge i oružja pa do trgovine ljudima).
Napori Rumunjske vlade za integriranjem u vojne, ekonomske i političke organizacije, turistički potencijal i bogatstvo prirodnim resorima jamac su nešto svjetlijoj budućnosti Rumunjskog gospodarstva.

### Začeci Rumunjskog gospodarskog razvoja
Ovo je period od ujedinjenja do kraja Drugog svjetskog rata. U ovom razdoblju razvoj Rumunjske teče sporo. U državi gotovo nije bilo važnih institucija, infrastruktura je bila potpuno neadekvatna, gradovi mali s nedovoljnom infrastrukturom, sela siromašna s katastrofalno malim prinosima ratarskih kultura. Ceste su bile nikakve ili ih uopće nije ni bilo, malo je bilo i željezničkih pruga. Uz ovakvo stanje i vrlo visok stupanj zaostalosti i nepismenosti bilo je teško i za očekivati brz gospodarski rast. U nešto više od 40 godina (1912. do 1945.) doživjela 4 rata. Problem su bila i stalno povećavanje teritorija integracijom krajeva naseljenih Rumunjskim stanovništvom, kao i brz rast broja stanovnika, te Velika gospodarska kriza.
U ovom vremenskom periodu ubrzano se počinju razvijati rumunjski gradovi; ponajviše Bukurešt tada znan kao Balkanski (ili «Mali») Pariz. Arhitekturom najviše sliče francuskim gradovima, a razlog tomu treba tražiti u činjenici da su bogatije obitelji slale svoje sinove na školovanje uglavnom u Francusku. Mnogi su francuski arhitekti posjetili Rumunjsku i u njoj sagradili neke građevine. Znatan broj umjetnika dolazio je i iz Italije.
Zbog velikih izdataka za poboljšanje infrastrukture, brzog rasta broja stanovnika i čestih ratova razvoj rumunjskog gospodarstva tekao je vrlo sporo.
Evo primjera zaostalosti poljoprivrede:
Proizveden kukuruz (pred drugi svj. rat) cca 1 100 000 t, danas 8 500 000 t.

#### Socijalistički preobražaj gospodarstva
U periodu do drugog svjetskog rata Rumunjska je bila jedna od najsiromašnijih zemalja na svijetu. Stanje je pogoršala i gospodarska kriza. Većina (oko 80%) stanovništva živjelo je od poljoprivrede. Nažalost poljoprivreda je bila potpuno zaostala. Većinom su se koristili drveni plugovi! Prinosi su bili katastrofalno niski, pa su se nakon rata u nekim kulturama višestruko povećali. 75% pučanstva živilo je na malim posjedima (do 5 ha).
Nakon dolaska komunista na vlast provedena je agrarna reforma, a većina je zemljišta kolektivizirana. Seljacima su ostavljeni mali posjedi za osobne potrebe. Provedene su mehanizacija i osuvremenjivanje poljoprivrede. Time se ukupna poljoprivredna proizvodnja povećala 20 do 25 % u dvadesetak godina, ali su prinosi nekih kultura ostali među najnižima u Europi.
Proizvodnje strojeva gotovo i nije bilo do druge polovice tridesetih godina, a gotovo 80% rudarskih i industrijskih djelatnosti bilo je u stranim rukama. Radnici u industriji činili su svega 1.7% aktivnog stanovništva. Jedina svijetla točka bila je izgrađena željeznička mreža. 
Dolaskom komunista na vlast sve su tvornice nacionalizirane. Zemlja je elektrificirana pa se industrija pojavila u dijelovima države gdje je prije uopće nije ni bilo. Najviše se razvijala teška industrija, zatim strojogradnja, industrija traktora i automobila, industrija rudarskih postrojenja, kemijska industrija itd. Sveukupno, od drugog svjetskog rata do 1960. izgrađeno je 280 novih tvornica, a godišnji industrijski rast u razdoblju između 1960. i 1965. iznosio je 15%! Sedamdesetih je godina Rumunjska proizvodila u tri mjeseca onoliko industrijske robe koliko je tridesetih proizvodila u cijeloj godini.   
Brz rast industrije uzrokovao je povećanje trgovine. Neke industrijske proizvode koje je prije uvozila, Rumunjska je sada počela izvoziti, no većina se trgovinske razmjene obavljala sa zemljama tadašnjeg istočnog bloka.
Komunistička je vlast puno ulagala i u turizam, ali on još nije u potpunosti zaživio.
Evo podaci o napretku Rumunjske (u zagradama su podaci prije 2. svj. rata, prvi su za '71-'73):
- Proizvodnja električne struje: 47 milijardi kilovatsati (1.1)
- Proizvodnja iskopane želj. rude: 2 500 000 t (139 000)
- Broj goveda: 5 000 000 (3 500 000)

#### Tranzicija – teški procesi za održivost gospodarstva
Iako su Rumunjsku kao i druge države koje su prije imale tržišno gospodarstvo zapljusnuo val tranzicije; početak propadanja Rumunjskog gospodarstva treba tražiti prije 1989. Naime, tadašnja rumunjska vlast odlučila je u osamdesetima vratiti sav vanjski dug (10.5 mlrd. $). To je uspjelo, ali za uspjeh toga Rumunjska je platila visoku cijenu; izvozila je sve što se moglo izvesti. Uskoro su uvedene restrikcije na potrošnju nafte i hrane, a vlast je eksploatirala prirodna bogatstva do maksimuma. Ovo je bio težak udarac Rumunjskom gospodarstvu koje je takvo «načeto» ušlo u procese tranzicije. Oko 30% dionica podijeljeno je svim odraslim građanima dok je fond za privatizaciju dobio preostalih 70%. Uskoro je došlo do enormne inflacije koja je 1993. iznosila 256% godišnje! Mnoge su tvornice propale, što je dovelo do masovnog otpuštanja radnika. Razlog tome je činjenica da su u većini komunističkih zemalja industrije u pravilu bile radno aktivne što znači da im je glavni cilj umjesto profita bilo zapošljavnje. Uskoro je i BDP počeo rapidno padati što je zaustavljeno 1993., no on je ponovno počeo padati 1997., a 1998. godišnji je pad BDP-a bio 7.3%. Rumunjska se opet morala zaduživati pa je problem vanjskog duga opet izišao na vidjelo, ali se pad BDP-a zaustavio, a smanjena je i nezaposlenost. Prosječni godišnji pad BDP-a za period od 1990. do 2000. bio je 0.4%.
Usprkos težini samog procesa tranzicije i privatizacije, Rumunjske su vlasti hrabrim reformama i solidnim načinom privatizacije uspjele održati gospodarstvo na podnošljivo niskoj razini.
Ovdje bih istaknuo prodaju rumunjske marke automobila Daccia francuskom Renaultu. Ona je prodana za oko 500 milijuna dolara, te danas s oko 11 000 zaposlenih (oko 50 % od prijašnjeg broja) proizvode 250% prijašnjeg broja vozila.
Turizam u Rumunjskoj još nije dovoljno razvijen, ali predstavlja potencijal Rumunjske za budućnost. Iako ne previše u svijetu poznati rumunjske planine i morska obala svojom atraktivnošću i cijenom privlače sve veći broj turista. 

## Podaci o gospodarstvu za period 2007. – 2008.
- BDP: 12.900 $ po stanovniku
- BDP po sektorima djelatnosti: I 15%; II 35%; III 50%
- Uvoz: 95 552 000 $
- Izvoz: 114 385 000 $
- Turistički devizni priljev: 364 000 000 $
- Novčana jedinica: rumunjski lej (ROL); 1 LEU = 100 BANI
- Inflacija: 9 % (2004.); 44% (1999.)
- Nezaposlenost: 6.2 %
- Vanjski dug: 19 100 000 000 $
- Zemlje iz kojih se najviše uvozi: Italija, Njemačka, Rusija, Francuska
- Zemlje u koje najviše izvozi: Italija, Njemačka, Francuska, UK, SAD, Turska
- Broj konja: 850 000 grla (11. u svijetu)
- Proizvodnja struje: 50.86 TWh
- Izvoz električne energije: 1.6 TWh
- Proizvodnja nafte: 127 500 barela po danu
- Proizvodnja prirodnog plina: 14.3 kubnih km godišnje
- Proizvodnja kukuruza: 8 500 000 t
- Proizvodnja krumpira: 4 000 000 t
- Proizvodnja vina: 500 000 t
- Proizvodnja lanenog vlakna: 8 000 t
- Proizvodnja lanenih tkanina: 5 000 000 m2
- Proizvodnja dušićnih gnojiva: 1 720 000 t
- Proizvodnja smeđeg ugljena i lignita: 29 279 000 t